# Погулянка (Луцкий район)
Погулянка (укр. Погулянка) — село в Колковской поселковой общине Луцкого района Волынской области Украины.
До 2020 года входило в Маневичский район.
Код КОАТУУ — 0723683504. Население по переписи 2001 года составляет 307 человек. Почтовый индекс — 44657. Телефонный код — 3376. Занимает площадь 10540 км².